# Dapsa graeca
Dapsa graeca es una especie de coleóptero de la familia Endomychidae.

## Distribución geográfica
Habita en Grecia.